# Andalé Mono
Andalé Mono，也寫作Andale Mono，是Monotype公司出品的一個等宽字体風格的無襯線字體，其特色在於字元有高度的可辨識性，例如數字「0」中有一點，可輕易與大寫字母「O」區別；容易混淆的數字「1」、小寫字母「l」和大寫字母「I」也加入襯線設計以利分辨。
由知名字型設計師史提夫·馬特森（Steve Matteson）創造，作為終端機的顯示字体與軟體開發的源碼字型之用，最早應用在蘋果公司與IBM合作研發的Taligent計畫，後來微軟也將此字型選為網頁核心字型之一。
在微軟的Windows系統上，Andalé Mono最初是作為Internet Explorer 4.0的可選附件發行。自Internet Explorer 5開始，Andalé Mono改名為Andale Mono，字体版本升為1.25。雖然後來微軟中止了網頁核心字型計畫，並且從Windows ME以後不再附帶此字体，但目前在Sourceforge的相關計畫網頁上仍可下載得到，而且蘋果公司也將此字体附於旗下的Mac OS X系統中發佈。

## 外部連結
- Andale Mono下載（页面存档备份，存于）